# Rivelazione di Gabriele
La rivelazione di Gabriele (anche detta Hazon Gabriel, visione di Gabriele o pietra di Jeselsohn), è una tavoletta di pietra alta 1 metro con 87 righe di testo scritte in aramaico con dell'inchiostro, contenente un testo apocalittico scritto in prima persona, risalente secondo Ada Yardeni alla fine del I secolo a.C.
La stele, che utilizza profezie di Aggeo, Daniele e soprattutto di Zaccaria e Geremia, racconterebbe anche di un uomo che fu ucciso e risorse tre giorni dopo la sua morte; una vicenda simile a quella di Gesù. Il contenuto della stele continua ad essere oggetto di dibattito tra gli studiosi, essenzialmente per il fatto che molte parole sono scomparse in parti fondamentali del testo e sono state solo ipotizzate da alcuni studiosi.
Il significato da attribuire alla stele, poi, potrebbe cambiare enormemente se fosse corretta la nuova datazione proposta da David Hamidovic, che colloca la stele nella prima metà del primo secolo dopo Cristo

## Scoperta e ritrovamento
La provenienza della tavola è sconosciuta; venne probabilmente trovata nelle vicinanze del Mar Morto intorno al 2000, ed è stata associata alla stessa comunità che ha scritto i rotoli del Mar Morto. 
L'iscrizione è di fattura insolita per l'uso dell'inchiostro sulla pietra; sino a qualche tempo fa i manufatti di questo tipo erano piuttosto rari, benché pienamente compatibili con la tradizione biblica e la cultura ebraica. La disposizione del testo è molto simile a quella utilizzata sui manoscritti di Qumran e perciò la stele viene descritta come "uno dei rotoli del Mar Morto ma di pietra". 
È attualmente in possesso del banchiere David Jeselsohn, un collezionista elvetico-israeliano, che lo ha comprato da un commerciante d'antiquariato giordano. Al momento dell'affare, Jeselsohn non era a conoscenza del suo significato.

## Il testo
Una prima edizione del testo fu pubblicata nel 2007 da Ada Yardeni e Binyamin Elizur, che riconobbero nella scena apocalittica iniziale una riproposizione del cap.XIV di Zaccaria. Nel 2009 una nuova edizione è stata proposta da Alexey Yuditsky and Elisha Qimron, che interpretarono diverse parole mancanti anche grazie alla possibile analogia con frasi del profeta Geremia (cap. 31). Entrambe le versioni sono presenti nel testo di Matthias Henze (cfr. bibliografia) e accessibili nella porzione pubblicata in Internet. Numerose polemiche sono state sollevate da una diversa lettura di alcune frasi proposta da Israel Knohl.

## Le tesi di Knohl
Il ritrovamento ha causato polemiche tra gli studiosi. Israel Knohl, professore di biblistica all'Università ebraica di Gerusalemme, esaminò la stele e ipotizzò che nella riga 80 dell'iscrizione vi fosse un comando dell'angelo Gabriele a risuscitare dai morti entro tre giorni, rivolto ad un uomo che viene chiamato principe dei principi nella riga successiva. La sua versione, però, viene considerata errata ed improbabile da altri studiosi. Per esempio Ben Witherington, un esperto di cristianesimo delle origini al seminario teologico di Asbury (Wilmore, Kentucky), sostiene che una parola interpretata come "risorgi!" potrebbe facilmente essere intesa come "si presentò". Knohl stesso ha in seguito cambiato parere, escludendo che il testo parli di resurrezione e accettando la versione di Ronald Hendel (seguita anche da Alexey Yuditsky and Elisha Qimron): "Entro tre giorni un segno". Anche la nuova lettura, tuttavia, è ipotetica e per James Tabor delle North Carolina University, potrebbe essere impossibile ricostruire il testo originale.
Hillel Halkin nel suo blog in The New York Sun ha scritto che "sembrerebbe essere in molti modi un tipico testo escatologico del tardo periodo del Secondo Tempio" e ha espresso dubbi sul fatto che possa rivelare qualcosa di "clamorosamente nuovo" sulle origini del cristianesimo nel giudaismo.
Secondo Knohl il personaggio di cui la stele preannuncia la risurrezione entro tre giorni sarebbe Simone di Perea, un rivoluzionario giudeo di cui parla Giuseppe Flavio. Egli prese parte ai disordini che seguirono la morte di Erode il grande nel 4 a.C., guidando il movimento in Perea, e fu ucciso da un comandante dell'esercito di Erode Antipa. 
Secondo l'articolo di Ethan Bronner sul New York Times Knohl asserisce che la possibilità che il testo parli di Simone come di un Messia non è tanto importante quanto il fatto che il concetto di un salvatore che sarebbe risorto tre giorni dopo la sua morte era già presente al tempo di Gesù. 
Secondo Knohl questo fatto "richiede una completa rivalutazione di tutte le precedenti scuole di pensiero sul tema del messianismo, ebraico e cristiano allo stesso modo".
Knohl fa notare che Gesù nei Vangeli anticipa varie volte il fatto che egli stesso dovrà soffrire e che molti studiosi del Nuovo Testamento affermano che le sue predizioni sono state scritte successivamente da alcuni seguaci di Gesù perché alla sua epoca non esisteva questo concetto della resurrezione dopo tre giorni. 
La stele, invece, dimostrerebbe che l'idea di un messia sofferente esisteva già nel giudaismo. 
"La sua missione", afferma Knohl, "consiste nell'essere condannato a morte dai Romani per soffrire, cosicché il suo sangue sarà il segno della redenzione che dovrà arrivare". Sempre Knohl dice che "Questo è il segno del messia figlio di Giuseppe. Questa è la cosciente visione di Gesù stesso. Questo dona all'Ultima Cena un significato completamente diverso. Il versare sangue non è per i peccati delle persone ma per portare la redenzione ad Israele".